# Choornikkara
Choornikkara è una suddivisione dell'India, classificata come census town, di 36 998 abitanti, situata nel distretto di Ernakulam, nello stato federato del Kerala. In base al numero di abitanti la città rientra nella classe III (da 20 000 a 49 999 persone).

## Società

### Evoluzione demografica
Al censimento del 2001 la popolazione di Choornikkara assommava a 36 998 persone, delle quali 18 430 maschi e 18 568 femmine. I bambini di età inferiore o uguale ai sei anni assommavano a 4 079, dei quali 2 119 maschi e 1 960 femmine. Infine, coloro che erano in grado di saper almeno leggere e scrivere erano 30 527, dei quali 15 617 maschi e 14 910 femmine.